# Gianfranco Maggiò
Gianfranco Maggiò (1956) è un dirigente sportivo italiano, presidente della Juvecaserta Basket che nel maggio del 1991 si aggiudicò il titolo di campione d'Italia.
Imprenditore edile, Maggiò divenne presidente della Juvecaserta nel 1987 a 31 anni, succedendo allo scomparso padre Giovanni (dopo esserne stato vice) che aveva ricoperto la stessa carica sin dal 1971. Sotto la sua presidenza, la squadra casertana conquistò il suo primo scudetto nella stagione 1990-1991: si tratta dell'unico titolo tricolore nella pallacanestro ad essere stato vinto da una squadra meridionale. La squadra aveva vinto in precedenza la Coppa Italia nel 1988.
Gianfranco Maggiò rimase in carica fino al 1998, anno in cui la Juvecaserta non riuscì a iscriversi alla stagione 1998-1999 di Serie A2.
Nel 1977 fondò la rete televisiva TeleCaserta, cedendola nel 1986.